# ゲイ雑誌
ゲイ雑誌（げいざっし、英：Gay male pornographic magazine, Gay men's magazine）とは、男性同性愛者向けに作られた雑誌である。この項では、主に日本のゲイ雑誌について説明する。

## 日本におけるゲイ雑誌

### 概要
薔薇族（ばらぞく）のみが、2021年時点で発行されている代表的な日本のゲイ雑誌である。老舗のアドン（1974年5月号創刊）、さぶ（1974年11月創刊）、The Gay（1978年「The Ken」として創刊）、90年代に創刊したBadi（バディ）（1993年12月創刊）、G-men（ジーメン）（1995年4月創刊）は廃刊になった。
体型や年齢などの嗜好で各誌のコンセプトは異なり、読者の棲み分けがなされている。薔薇族とBadiが若年層を中心とした総合誌、G-menが野郎系専門誌、SAMSONがデブ専誌であり、廃刊になったさぶが20-30代中心の野郎系、アドンは若年・スポーツマン系、The Gayが若年・普通体型中心誌であった。
1970年代は薔薇族、アドン、さぶ、The Gay (The Ken)の4誌が、1980年代以降はそれにサムソンを加えた5誌が併存する時代が続いた。しかし競合誌の増加、インターネットなどの普及により苦戦が続き、薔薇族は3度目の復刊を果たしたものの、他の老舗を含むゲイ雑誌の一部は現在休刊している。

### 特徴
グラビアや官能小説、成人向け漫画を中心にしたポルノ雑誌であるが、ゲイのための生活情報的な記事も多い所が異性愛男性向けの成人誌と異なる。そのほか、同性愛関連の情報・ゴシップ、体験談、悩み相談、ゲイに出会いの場を提供する「通信欄」などから成る。通信欄は、最盛期には薔薇族だけで1000通近くが掲載されていた。また、全ページの1/3近くがゲイバー、ゲイビデオ、ゲイ風俗などの広告で占めていた時期もある。なお、購買対象が限られているため、同様の仕様の一般誌に比べ若干高価である。昨今はオリジナルDVD等が付録として付くこともある。
グラビアについては、1980年代半ば頃までのゲイ雑誌はオリジナル・モデルだけではなく、欧米のゲイ雑誌などからの転載が多かった。その頃は薄いぼかしやマジックの小さい点を一点だけ打ったような修正しか施されていないことがあり、局部はほとんど露わになっていた。80年代後半頃からオリジナルモデルに加え、新作ゲイビデオをグラビアページで紹介することが多くなった。ゲイビデオには最初から修正が施されているのと、その頃東京・埼玉連続幼女誘拐殺人事件が起きて警察の猥褻への取り締まりが厳しくなったこともあり、修正は濃くなっていった。

### 歴史

#### 戦後初期 -カストリ雑誌と同人誌の時代-

##### '45～'50s アドニスなど
戦後間もなく、「奇譚クラブ」（1947年-75年、曙出版）、「人間探究」（1950年5月-53年8月、第一出版）、「あまとりあ」（1951年-55年、あまとりあ社）、「風俗草紙」（1953年7月-54年、日本特集出版）、「風俗科学」（1953年8月-55年、第三文庫）、「裏窓」（1956年-65年、久保書店）などのSMやポルノ、性科学を扱った雑誌に男女ものの作品に混ざって、男性同性愛や男性写真、男色小説が時折り取り上げられていた。また『第一読物』、『オール小説』、『探訪読物』などの文芸誌などにも、男娼が出てくる作品が載ることがあった。
時を同じくして、作家の三島由紀夫らが所属した「アドニス会」という戦後のゲイシーンの黎明期を象徴する会員制同性愛サークルが発足しており、1952年(昭和27年)9月10日には、日本初の会員制のゲイ雑誌「アドニス」が創刊された。これは男性同性愛を扱った非合法の不定期刊行物（ミニコミ誌）で、1962年に63号で廃刊になるまで約10年続き、別冊として小説集「APOLLO（アポロ）」と、会員による手記集「MEMOIRE（メモワール）」も刊行されている。初代編集長は上月竜之介だった。彼は「人間探究」の編集にも携わっていて、同誌編集部には同性愛者の苦悩を訴える投書が届けられていたことから、それが彼にアドニスの発刊を決意させたとされる。因みにアドニス会創会の告知も人間探求誌上でなされている。2代目編集長が小説家中井英夫の恋人でもあった田中貞夫で、中井英夫の他、歌人・塚本邦雄や三島由紀夫らも変名で寄稿している。
1959年（昭和34年)10月頃には大阪で「同好趣味の会」が創会され、アドニスと同じ会員制の同性愛誌「同好」も創刊されている（創刊年月日は不明）。編集者は保守派の政治結社運動にも関わった毛利晴一で、最盛期には会員数が1,000人を数えた。1968年頃に誌名が同好から「清心」に改められている。

##### '60s 風俗奇譚など
1960年（昭和35年）には「奇譚クラブ」の後輩誌に当たるSM雑誌、「風俗奇譚」（1960年-75年、文献資料刊行会）が創刊され、男性同性愛専用ページが常設された。同誌では後に「薔薇族」（後述）を創刊することになる藤田竜と間宮浩がライターとして知り合っている。また「薔薇族」の表紙絵も書いた大川辰次、「薔薇族」から「さぶ」に移り表紙絵を描いた三島剛のほか、船山三四、平野剛など、後に商業ゲイ雑誌に舞台を移して活躍するゲイの作家群がデビューしている。同誌にはゲイ同士の文通欄があったり、発展旅館の広告が載っていたほか、女装関係の記事も多く、1961年1月号からは女装者専用の交際欄「女装愛好の部屋」が設けられた。僅か2頁だけだったが女装関係の常設記事が登場した雑誌としては日本初であった。

1964年（昭和39年)7月、「風俗奇譚」の編集者でもあった高倉一が、会員制の月刊同性愛誌「薔薇」を創刊し4年ほど続いた。同誌には「風俗奇譚」にも書いていた間宮や大川、平野、三島剛らも作品を寄せている。
1968年10月には澁澤龍彦責任編集で、エロティシズムと残酷の綜合研究誌という触れ込みで「血と薔薇」（天声出版）が創刊され、4号まで出された（澁澤編集は3号まで）。ゲイ雑誌ではなかったが、創刊号では「男の死」という特集で三島由紀夫のヌード（「聖セバスチャンの殉教/溺死」）や、その他のメールヌード、男色についても取り上げられ、三島由紀夫、稲垣足穂、高橋睦郎、植草甚一、堂本正樹らが同性愛関係記事の寄稿をした。
その他、創刊年は不明だが、1950～60年（昭和20～30年）代に創刊されたと思われる「羅信」（編集者：扇屋亜夫）、「MAN」（No.6が1955年刊、編集・発行人：鹿火屋一彦）、「楽園」があった。こうした同人誌や風俗誌が後述の商業ゲイ雑誌の原型になったと言われている。
一般の雑誌では、商業ゲイ雑誌創刊前の1960年代、「平凡パンチ」に「クールなセックスの時代 同性愛-なぜホモにあこがれるか-」（1965年2月15日号）が載ったのをきっかけに、同誌に同性愛関連記事が多く（6年弱で20本前後）掲載された時期があった。同誌は当時の若者のバイブル的な存在でもあった。

#### '70s以降 -商業ゲイ雑誌の創刊期-
1971年7月にはゲイ雑誌としては日本で7番目以降、商業ゲイ雑誌としては日本初の「薔薇族」（同年9月号）が第二書房から発行された。創刊時には美輪明宏もロールスロイスに乗って第二書房を祝福に訪れている。1972年には南定四郎によって月刊タブロイド紙「アドニスボーイ（The AdonisBoy）」（12月1日発行,アドニス通信社）が創刊された。1年間で12号まで出され、それが「アドン」（1974年5月号創刊）の元になった。またアドニスボーイに対抗するように「薔薇族ニュース」も出たがすぐに消えている。さらに「さぶ」（1974年11月創刊）、アドンと同じ出版社からポルノを載せない「MLMW（ムルム）」（1977年7月号創刊）、東郷健が編集長を務めた「The Ken」（1978年創刊）、The Kenから改題した「The Gay」（1981年9月創刊）、「サムソン」（1982年7月創刊）がそれに続いた。1979年6月にはコミック感覚の「スーパーモンキー」（アダムズ出版）、1986年11月には薔薇族から増刊号の形で「バラコミ」というコミック誌が出ている。

#### '70～'90s中頃 -隆盛期-
1970年代～90年代中頃まではゲイ雑誌がゲイ向けメディアの中心に位置していた。1977年（昭和52年）1月、薔薇族50号記念号（3月号）に詩人寺山修司が『世界はおとうとのために』という詩を寄せた。1981年には薔薇族10周年の盛大なパーティーが開かれ、100号の記念号を刊行した暁には「週刊文春」にも記事が載った。また1980年代頃まではゲイバーや発展場を除いては、出会いツールとしての役割も独占し、その頃出会いの場が限られていたゲイ男性に貴重な出会いの場を提供していた。それが80年代終わりのバブル時代頃からゲイ専用伝言ダイヤルやダイヤルQ2が広まることで、出会いの場を提供するのはゲイ雑誌の通信欄だけではなくなり、出会いツールとしての不動の地位が揺らぎ始めていく。
また1980年代はゲイ雑誌界に2つの変化が起きた。一つが「アドン」が1980年代終わり～1990年頃から、それまでのポルノ中心路線からゲイリベレーションに関する記事を増やし始めたこと、もう一つが創刊当初は若専・普通体型路線だったサムソンが数年後にデブ専路線に転じたことである。アドンがポルノ系の記事はほぼ載せなくなった頃は、HIV問題やゲイがいかに生きるかというアクティビティに注目が集った時期でもあり、アドンの誌面ではゲイ団体のメンバーのゲイ・スタディーズやマルクス主義的なゲイ解放理論がよく紹介されていた。それが原因の一つともなり、同誌の部数は低迷して96年に廃刊することになる。

#### '90s中頃以降 -新興ゲイ雑誌の創刊-
1990年代に入ると「Badi」（1993年12月創刊）や「G-men」（1995年4月創刊）などの新しいゲイ雑誌の創刊が相次いだ。薔薇族やさぶといった従来のゲイ雑誌は、ゲイの世界とは下半身の繋がりしかない「既婚者のための趣味の雑誌」というスタンスで、こと異性愛者の薔薇族編集長・伊藤文學は「ゲイには圧倒的に末っ子が多く、母親が甘やかして育てるから同性愛者になる」というネガティブな考えを繰り返しコラムやテレビのインタビューで表明し、同性婚にも否定的で女性との結婚を勧めていた。同性愛者を社会的弱者ときめつけ、府中青年の家裁判などにも冷ややかだった。ゲイライターの伏見憲昭は当時の薔薇族について「異性愛者の編集長が“可哀相なホモたち”を諭し擁護する構図は、ゲイたちの中に自らのセクシュアリティに対する『後ろめたさ』を持たせた」といっている。また東郷健はゲイの当事者性を重視する立場から「ゲイでない人間がゲイを食いものにしている」と伊藤を批判していた。そんな同誌の編集方針はゲイの共感を得られず、部数は低迷し、後に休刊を余儀なくされる。
それに対し新興のG-menとBadiの2誌は同性愛をポジティブに捉え、ゲイであることをこの際楽しんで生きようというスタンスで、新しいゲイシーンを提案した。従来の気の毒な同性愛者というスタンスの薔薇族、ゲイリブ偏重で理屈っぽいアドンに対し、その斬新なスタイルは多くのゲイの共感を呼ぶことになる。伊藤の同性婚を否定したコラムをめぐり、後発の「Badi」と誌面で論争にもなっている。ただしBadiの伊藤のコラム批判は決して挑発的なものではなく、先輩誌に敬意を払いながら同性婚を否定する姿勢は悲しい、と静かに綴るものだった。その後伊藤はコラムで同性婚の否定を撤回している。因みにBadi編集部にはマツコ・デラックスやブルボンヌが在籍した。
1997年にはBadiと同じテラ出版からコミック誌の「パレード」（季刊）、1999年にはやはりテラ出版から「ファビュラス」が発行された。ファビュラスの編集長はBadiの初代編集長でもあったマーガレットこと小倉東で、かつて存在したMLMWと似て、成人記事は載せず、主として日本国外のゲイ情報などを誌面にし、スポンサーにタワーレコード、ユナイテッドアローズなど一般企業が参加したことでも注目されたが、2000年6月に休刊した。同じ99年には「QUEER JAPAN」（勁草書房）が創刊された。編集長はゲイライターの伏見憲明で、ゲイライフや老後などの問題をアカデミックに取り上げた。また、1999年は男性SM専門誌「SM-Z」（のちの「SUPER SM-Z」）も創刊された。

#### '90s後半以降 -ネットの隆盛-
Windows 95が発売された1995年以降、それまでは一部の人が利用するだけだったインターネットが爆発的に普及する。その頃から「MEN'S NET JAPAN」（1996年開設）などに代表されるゲイ専用サイトも急激な普及を見せ始め、ゲイ雑誌を買わなくても男性ヌードを見たり、携帯版を含めた出会い掲示板やチャットなどで、簡単にゲイ同士が交流できるようになった。アドンはヌードを載せなくなったことなどが原因で96年に廃刊になっていたが、2000年代に入るとその他の老舗ゲイ雑誌もインターネットの荒波に飲まれ、次々と休・廃刊を余儀なくされていった。さぶは2002年2月号で休刊し、The Gay（休刊年月不明）も休刊に至った。薔薇族は2004年に一旦休刊したが、紆余曲折を経て、2007年に4度目の復刊を果たしている。
2006年にはタワーレコードがGLBTマーケット向けの雑誌としてファビュラスと似た「yes」を創刊した。成人向けの記事はなく、日本国外のGLBTコミュニティ事情や音楽・ファッションといったものをメインの記事とし、掲載される広告も一般企業のものであり、LGBTの新マーケット創出、若しくは旧来のマーケットの拡大傾向として着目されたが、Vol.5以降は発刊されておらず、事実上の休刊となっている。
2016年、創刊から20年以上続いた「G-men」が休刊。2019年、創刊から25年続いた「Badi」が休刊。2020年、創刊から38年続いた「SAMSON」が休刊。これにより、紙媒体のゲイ雑誌は季刊・通信販売に移行した「薔薇族」のみとなった。

### 流通
ゲイビデオが新宿2丁目などのゲイショップでしか売られていなかったのに比べ、1971年の薔薇族創刊直後の早い時期からトーハン、日販などの取次店を通して、全国の一般書店に配本されていた。その為、郊外や地方都市の駅前の小さな書店でも、取り扱っていることが多かった。
現在はインターネット上の通販ショップでも取り扱いがある。ゲイ向けの通販ショップだけでなく、一般向け通販ショップでも注文が可能。

### 同人誌
1970年代後半以降、商業誌の他に、当時の若いゲイたちが様々なゲイサークルを作り、ミニコミを発行するようになった。1950～60年代前半のアドニス、薔薇、同好といったミニコミ誌が秘密結社的な趣があったのとは異なり、ゲイの権利を世の中に訴え、ゲイムーブメント的な色彩を持っていた。
1977年5月に既成のゲイ雑誌に不満を持った人たちが、ゲイムーブメントを編集趣旨として美少年マガジン「プラトニカ」を発刊。そのプラトニカを母体としてサークル「プラトニカ・クラブ」が結成され、同クラブの1979年3月の会合で機関紙「GAY」の発刊が決まった。その後プラトニカ・クラブから数人が参加して作られた「JGC」（ジャパンゲイセンター）から「GAY」（1979年7月創刊）、「CHANGE」（1981年5月創刊）が出されていた。
また1978年にTBSラジオ「スネークマンショー」の中の「ウェンズデースペシャル」という15分のコーナーを、タック（大塚隆史）というゲイパーソナリティが担当しゲイに関するテーマが取り上げられていた。ここでも「ウェンズデーニューズ」というミニコミが発行されていたほか、OWC（アワーズ・ワーク・コミュニティー）というグループも生まれ、会報（1980年1月、1号刊行）も出ていた。
1980年代中頃になると、IGA（国際ゲイ連盟）日本支部やOCCURなど、様々なゲイ団体ができたり、大学などでも様々なゲイサークルが発足し、そこでもミニコミは出されていた。
1994年には関西のゲイサークル「GAY-FRONT関西」（現・G-FRONT関西）が発足し、ニュースレター「UP&UP」や機関紙「Poco a poco」などを発行している。

### 日本のゲイ雑誌一覧

#### 1950～1960年代創刊
- ADONIS（アドニス） - アドニス会、会員制同性愛雑誌、1952年9月～1962年63号まで。初代編集長は上月竜之介、2代目が推理小説家中井英夫と同棲していた田中良夫。
- 羅信 - 1950～60年（昭和20～30年）代創刊、会員制同性愛雑誌、編集者:扇屋亜夫
- MAN - No.6が1955年刊、会員制同性愛雑誌、編集・発行人:鹿火屋一彦
- 同好 - 1959年10月頃大阪で創刊、会員制同性愛雑誌、編集長・毛利晴一
- （風俗奇譚 - 1960年～75年、SM誌、文献資料刊行会、男性同性愛専用ページと女装者専用ページが常設）
- 薔薇 - 1964年7月創刊、会員制同性愛雑誌、編集者・高倉一
- 楽園 - 創刊年次不明
- （血と薔薇 - 1968年～69年、エロティシズムと残酷の綜合研究誌、1～3号は澁澤龍彦責任編集、4号平岡正明編集、ゲイ雑誌ではなかったがメールヌードや男色も取り上げられる）

#### 1970～1980年代創刊
- 薔薇族 - 第二書房、1971年7月に9月号として創刊
  - バラコミ - 薔薇族の増刊号として1986年11月に出されたゲイコミック誌。山川純一の漫画が人気になった。2号で休刊。
- アドン - 砦書房、1974年5月号創刊、90年代前半にゲイ理論誌にリニューアルしお色気を殆ど掲載しなくなった後、96年末休刊。いくつか増刊号あり。
  - MLMW・ムルム - 砦書房、1977年創刊7月号から1982年春号までの全35号。3号まで季刊、4号から隔月刊で、15号の表紙には「月刊第1号」とあるが、前号の「No.14, 11月'79年」から1ヶ月空いて「No.15, 1月'80年」となっていて、次号のNo.16は3月'80年、No.17は4月'80年と表記されており、表記上は17号から33号までが月刊、34号から季刊[32]。
- さぶ - サン出版、1974年11月創刊、2002年2月号で休刊。いくつか増刊号あり。
- The Ken - 雑民の会、1978年創刊、「The Gay」の前身、編集長・東郷健
  - The Gay - 発行T.I.Y.出版又は楽久企画、発売「噂の真相」、1981年9月「The Ken」から改題、現在休刊、編集長・東郷健
- スーパーモンキー - アダムズ出版、1979年6月刊行
- SAMSON - 海鳴館、1982年7月創刊。2020年6月号より休刊
  - 豊漫 - 海鳴館、季刊誌、1986年創刊
  - DEVE - SAMSONの増刊号

#### 1990年代以降創刊
- Badi - (有)テラ出版、1993年11月22日（1994年誕生1号354ページ）創刊。表紙には「ベスト官能12月増刊」の表記がある。この表記は翌1994年4号まで続いた。なお、186ページに亘る創刊予告号が、1993年秋に各ショップにて無料で配布されている。2019年3月号(2019年1月発売)をもって休刊。
  - パレード - 季刊のコミック誌、1997年創刊
  - ファビュラス - テラ出版、1999年11月創刊、編集長は小倉東（マーガレット）でスポンサーにタワーレコード、ユナイテッドアローズなど一般企業が参加したが、2000年6月休刊。
- G-men - 1995年4月創刊[20][21]。発行元は当初ジープロジェクトだったが[33]、現在は古川書房になっている。2016年2月発売の241号をもって休刊[28]。
  - 爆男 - 古川書房 爆男コミックス、ゲイコミック誌、2004年創刊（既刊6巻）
  - 激男 - 古川書房 爆男コミックス、ゲイコミック誌、2005年創刊（既刊14巻）
  - 裏 激男（ウラゲキ） - 古川書房 爆男コミックス、ゲイコミック誌、2007年創刊（既刊5巻）
  - GBless - 古川書房、ゲイコミック誌、2009年創刊（既刊10巻）
  - コミックG.G. - 古川書房 爆男コミックス、ゲイコミック誌、2011年創刊（既刊13巻）
- P-NUTS - 光彩書房、ゲイコミック誌、1996年創刊、同年に4号で廃刊。
- SM-Z - 雄出版[34]、1999年創刊[27]、野郎系SM専門誌
  - SUPER SM-Z - 古川書房、2004年に『SM-Z』から新装[27]。季刊だったが2013年春号から不定期刊行化[35]。
- Queer Japan - 勁草書房、1999年11月創刊、その後休刊。編集長はゲイライターの伏見憲明。
- yes - 2006年創刊、現在休刊

## 日本国外におけるゲイ雑誌
- アティテュード（イギリス）
- DNA（オーストラリア）[36]

詳細は「en:List of LGBT periodicals」参照。